# Тингуолл
Аэропорт Тингуолл (англ. Tingwall Airport) (ИАТА: LWK, ИКАО: EGET), также известный как Аэропорт Тингуолл/Леруик (англ. Lerwick/Tingwall Airport) на острове Мейнленд, Шетландские острова в Шотландии.
Аэродром Тингуолл имеет обычную лицензию (номер P614), которая разрешает перевозки пассажиров и обучение полётам по патенту Совета Шетландских островов.

## Расположение
Расположен в восточной части острова Мейнленд в долине Тингуолл, недалеко от деревни Готт, в 7.4 км к северо-западу от Леруика

## Авиакомпании и назначения
- Directflight Ltd (Фэр-Айл, Фула, Аут-Скеррис, Папа-Стаур)